# Apascentar de Louvor
O Ministério Apascentar Music (anteriormente conhecido como Ministério Apascentar de Nova Iguaçu, Toque no Altar e Apascentar de Louvor) é um grupo musical brasileiro de música cristã contemporânea, oriundo da Igreja Evangélica Ministério Apascentar em Nova Iguaçu, Rio de Janeiro, formado em janeiro de 2002, embora tenham atuado entre os anos de 1993 até 2001 apenas como uma banda de igreja.
Com quatro formações ao longo de quase quinze anos, a banda ficou conhecida e é mais lembrada pela sua fase inicial com seus membros originais. A primeira formação, liderada pelo cantor Luiz Arcanjo, reuniu músicos como Davi Sacer, Ronald Fonseca e David Cerqueira. De 2003 a 2007, o grupo lançou discos e músicas que se tornaram populares no público cristão, marcados pela parceria de composição entre Arcanjo e Sacer. Os álbuns Toque no Altar (2003), Deus de Promessas (2005) e Olha pra Mim (2006) receberam aclamações posítivas da crítica e alcançaram grande popularidade e sucesso comercial dentro do público religioso. A banda sofreu uma cisão no final de 2006 após conflitos com Marcus Gregório, pastor do Ministério Apascentar, que decidiu criar uma gravadora com intuitos comerciais, ato considerado inaceitável para parte dos músicos. A partir desta divisão, surgiu a banda Trazendo a Arca e após uma disputa judicial contra o Pastor Marcos Gregório, os lançamentos realizados durante esse período foram reinvidicados aos membros do Trazendo a Arca.
Em 2007, a banda recebeu novos integrantes, como o cantor e compositor Rafael Bitencourt. Desta formação, destacou-se o álbum É Impossível, mas Deus Pode (2007), especialmente pelas músicas "Deus do Impossível" e "Eu Vou Viver uma Virada", que recebeu indicação ao Grammy Latino. Em 2009, Marcus Gregório se reconciliou com os integrantes do Trazendo a Arca, ao mesmo tem que a segunda formação se encerrou. Neste ínterim, Rafael seguiu carreira solo, Davi Sacer deixou o Trazendo a Arca e gravou com o Apascentar o álbum Ao Deus das Causas Impossíveis (2011). Após uma tentativa frustrada de estabelecer a terceira formação, o grupo foi reformulado com uma quarta formação a partir de 2014. O primeiro disco com os novos membros foi lançado em fevereiro de 2016, chamado Há Poder no Nome de Jesus, com produção de Ronald Fonseca e distribuição da gravadora MK Music. Tempos depois, o vocalista Samuel Vinholes deixou o grupo.
O Apascentar foi recordista de prêmios no Troféu Talento durante a formação original. Foram três anos consecutivos vencendo a categoria mais importante da premiação, Música do ano. Nela, o grupo venceu com "Restitui" (2005), "Deus de Promessas" (2006) e "Olha pra Mim" (2007). A segunda formação também chegou a receber indicações em 2008 e 2009 em várias categorias.

## História

### 1993-2001: Antecedentes
Fundado em março de 1993, o Ministério Apascentar de Nova Iguaçu, já era uma igreja evangélica na Baixada Fluminense com uma tradição musical, com vários músicos profissionais que atuavam nas equipes musicais. Em 1996, gravaram um disco chamado Tempo de Graça, que não chegou a ser lançado a nível nacional. 
No ínicio da década de 2000, o Ministério começou a planejar a gravação de um disco para lançamento e com a formação da época gravou e lançou o álbum de estréia Vestes de Louvor, que foi um fracasso comercial. Depois do lançamento de Vestes de Louvor, todos os músicos que atuavam na igreja saíram para congregarem em outras igrejas. Marcus Gregório, uma das lideranças da igreja, pensou e realizou uma estratégia: formou uma banda de músicos assalariados para garantir maior compromisso e fidelidade com a igreja. Entre os músicos selecionados, estavam os cantores e compositores Davi Sacer e Luiz Arcanjo, além de instrumentistas como André Mattos, Deco Rodrigues, Marcell Compan e Leandro Silva.

### 2002–2006: Formação liderada por Luiz Arcanjo, popularidade e sucesso comercial e critíco

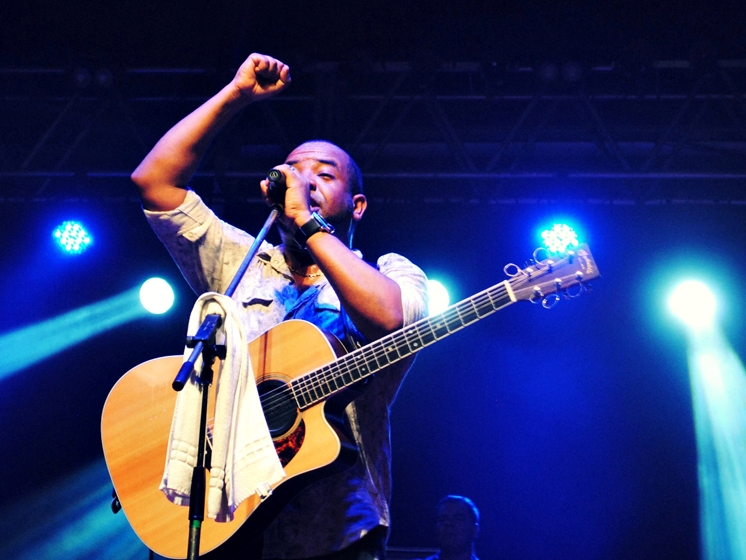
Luiz Arcanjo foi vocalista e principal compositor da formação original do Apascentar de Louvor ao lado de Davi Sacer.

O conjunto lançou em 2003 o álbum Toque no Altar, que junto com o álbum que seria lançado no mês seguinte renderia dez indicações no maior prêmio da música cristã brasileira daquela época, o Troféu Talento de 2005.
Em novembro daquele ano, Marcus Gregório iniciou uma campanha no Ministério Apascentar, e quem participaria ganharia um CD do grupo com duas faixas. Entretanto, com um repertório pronto, lançaram a obra musical Restituição. Este tornou-se o disco mais notório da banda.
Em março de 2005 foi lançado o terceiro álbum temático, intitulado Deus de Promessas, formado por faixas inéditas de estúdio e duas canções gravadas ao vivo. O repertório foi escrito por Davi Sacer, Verônica Sacer e Ronald Fonseca, enquanto a produção musical esteve a cargo de Ronald e Davi. No mesmo ano a música "Restitui" foi escolhida como a música do ano no Troféu Talento, e no dia 8 de novembro fizeram a gravação do primeiro DVD no Olympia, em São Paulo, com as músicas dos trabalhos Toque no Altar e Restituição com participações especiais do Raiz Coral. O DVD foi dirigido por Hugo Pessoa.
No início de 2006 ganharam novamente no Troféu Talento com "Deus de Promessas", que foi escolhida como a música do ano. No dia 1 de maio de 2006 foi lançado o último CD de canções inéditas do Toque no Altar, o álbum de estúdio Olha pra Mim.Este disco deu foco aos arranjos de orquestra e se focou na parceria entre Luiz Arcanjo e Davi Sacer na maioria das músicas. É considerado por parte da crítica e de alguns músicos do grupo, o melhor álbum do Toque no Altar.
O último trabalho antes da divisão foi a gravação do CD e DVD Deus de Promessas Ao Vivo, em outubro de 2006, após o álbum Olha pra Mim, no Claro Hall, na cidade do Rio de Janeiro. A gravação era esperada pelo público, os ingressos se esgotaram dez dias antes do evento. Na gravação, o público estimado era de dez mil pessoas, surpreendendo a administração local. A música "Olha pra mim" foi escolhida a música do ano de 2007 pelo Troféu Talento.

#### Conflitos judiciais e saída dos integrantes
Nesta época, o grupo preparava um novo disco de inéditas, cujo título se tornaria Marca da Promessa. No entanto, em dezembro de 2006, Luiz Arcanjo, Davi Sacer, Ronald Fonseca, Verônica Sacer, Deco Rodrigues, Isaac Ramos e André Mattos saem do grupo, formando o Trazendo a Arca, após discordarem da criação da gravadora Toque no Altar Music, decisão tomada por Marcus Gregório, segundo os membros do grupo, sem qualquer consulta aos músicos.

### 2007–2009: Formação liderada por Rafael Bitencourt e Weferson Gaspar
A partir disso, há a entrada de novos integrantes, como Rafael Bitencourt, Weferson Gaspar que era back vocal da antiga formação e passou a ser vocalista e ficando só até o lançamento do CD  É Impossível, mas Deus Pode e Scooby, ex-integrante do Raiz Coral. Nesta formação, com produção musical de Leandro Silva, é lançado É Impossível, mas Deus Pode. O disco deu continuidade ao estilo musical do grupo, com novos vocais. "Deus do Impossível" e "Eu Vou Viver uma Virada" foram duas músicas que receberam maior divulgação. O disco recebeu indicações ao Troféu Talento e também ao Grammy Latino.
Na segunda metade de 2008, foi lançado o álbum Deus de Milagres, totalmente cantado por Rafael Bitencourt. O último disco desta formação foi A Vitória da Fé, lançado no final de 2009 e com produção do baterista e guitarrista da banda.
Nesta época, Rafael lançou um livro e em seguida, preparou-se para entrar em carreira solo.

### 2009–2011: Reconciliações
Em 2009, o grupo perde o nome na justiça por causa de um processo envolvendo o grupo e o Trazendo a Arca. Por conta disso, a banda adota o nome Apascentar de Louvor em seus registros posteriores. Ainda naquele ano, os grupos se reconciliam e encerram a disputa judicial resultante em 22 processos..
Em maio de 2010, Davi Sacer e Verônica Sacer deixam o Trazendo a Arca. Nesta época, os dois eram membros novamente da igreja Apascentar. Por esta ocasião, foram convidados para gravarem o registro sucessor do grupo. Em dezembro de 2011 foi lançado Ao Deus das Causas Impossíveis.

### 2012–2013: Formação liderada por Alexandre Dias
Na gravação do DVD Ao Deus das Causas Impossíveis, Davi Sacer apresentou Alexandre Dias como novo vocalista do grupo.
A terceira formação era formada por Alexandre Dias (vocal), Kelson Guedes (vocal), Aline Marçal (backing vocal), Manassés Nascimento (baixo), Maxwell Foutoura (teclado), Filipe Oliveira (guitarra) e Pedro Araújo (bateria). Porém algum tempo depois o Alexandre Dias deixou a liderança da terceira formação do Apascentar de Louvor.
O DVD Ao Deus das Causas Impossíveis, da nova formação, não foi lançado.

### 2014–2017: Formação liderada por Samuel Vinholes e assinatura de contrato com aMK Music
A quarta formação do Apascentar de Louvor contou com Samuel Vinholes (vocal), Gilmar Meirelles (baixo), Cris Medeiros (teclado), Leandro Santos (guitarra) e Rubinho (bateria). Em 19 de novembro de 2015 assinaram um contrato com a MK Music e começaram a trabalhar em um novo projeto, o CD Há Poder no Nome de Jesus, lançado em fevereiro de 2016, com produção musical do ex-integrante Ronald Fonseca.

### 2018: Formação liderada por Hênio Araújo.
A quinta formação do Apascentar de Louvor está sendo quase toda reformulada, tendo como novos integrantes: Arthur Cruz (vocal), Gilmar Meirelles (baixo), Henio Araújo (teclado), Dirval Gabilan (teclado), Claudio (guitarra) e Pedro Araújo (bateria). Essa nova formação surgiu depois da saída para carreira solo do vocalista Samuel Vinholes do grupo Apascentar de Louvor e do Ministério Apascentar de Nova Iguaçu para congregar na Igreja Sobre as Águas Church que tem como Pastor presidente o cantor do Trazendo a Arca Luiz Arcanjo que também já foi membro da Igreja Apascentar de Nova Iguaçu e cantor do Apascentar de Louvor de 2002 até 2007. Atualmente os novos integrantes trabalham em um projeto musical para 2018/2019 que ainda não foi informado se vai sair pela MK Music ou pelo selo Apascentar Music.

## Toque no Altar Music/Apascentar Music
A Toque no Altar Music foi fundada em 20 de julho de 1999 por Marcus Gregório e Christina Almeida, com foco na área de comércio varejista de CDs para vender os lançamentos realizados pelo Ministério, com o álbum Vestes de Louvor de 2000 sendo o primeiro.
Depois que o Ministério Apascentar de Nova Iguaçu alcançou popularidade e grande sucesso comercial independente através dos seus lançamentos durante a década de 2000, no segundo semestre de 2006, Marcus Gregório decidiu transformar a Toque no Altar Music em uma gravadora para lançar os trabalhos musicais do Toque no Altar e de outros artistas ligados ao Ministério. O primeiro lançamento da gravadora seria o DVD Deus de Promessas ao Vivo, gravado durante um show no Rio de Janeiro em outubro de 2006. Para a direção da nova gravadora, Mauricio Soares, ex-diretor da Line Records e ex-funcionário da MK Music, foi contratado. Deus de Promessas ao Vivo foi lançado em dezembro, e em janeiro de 2007 boatos de que a banda tinha se separado começaram a se proliferar na rede social Orkut.

## Integrantes
- Arthur Cruz – vocal (2018-atualmente)
- Adriano Brito – vocal (2018-atualmente)
- Gilmar Meirelles – baixo (2014-atualmente)
- Dirval Gabilan  – teclado (2015-atualmente)
- Hênio  – teclado (2017-atualmente)
- Cláudio – guitarra (2017-atualmente)
- Pedro Araújo – bateria (2014-atualmente)

### Ex-integrantes
- Luiz Arcanjo – vocal, violão (2002-2006)
- Davi Sacer – vocal (2002-2006; 2011-2012)
- Ronald Fonseca – teclado, piano, produção musical, arranjos (2002-2006)
- Verônica Sacer – vocal (2002-2006; 2011-2012)
- Vânia Franco – vocal (2002-2009)
- Silvana Costa – vocal (2002-2009)
- André Mattos – bateria (2002-2006)
- Deco Rodrigues - baixo (2002-2006)
- David Cerqueira - vocal (2002-2006)
- Leandro Silva - teclado, produção musical, arranjos (2002-2008)
- Paulinho Daniel - violão (2002-2007)
- Weferson Gaspar - bateria, vocal de apoio, vocal (2005-2007)
- Luis Carlos - baixo (2004-2009)
- Renato Barreto (Azeite) violão (2005-2010
- Junior Amaral- teclado (2007-2009)                       *

- Davidson Rodrigues - violão (2004-2009)
- Isaac Ramos - guitarra (2006)
- Rafael Bitencourt - vocal (2007-2009)
- Scooby - vocal (2007-2009)
- Aline Santana - vocal (2007-2009)
- Felipe Alves - bateria (2007-2009)
- Johny Mafra - guitarra (2007-2009)
- Alexandre Dias - vocal (2012)
- Helinho Silva - teclado (2006)
- Samuel Vinholes - vocal (2018)

## Discografia
- 2000: Vestes de Louvor
- 2003: Toque no Altar
- 2004: Restituição
- 2005: Deus de Promessas
- 2006: Olha pra Mim
- 2007: Deus de Promessas Ao Vivo
- 2007: É Impossível, Mas Deus Pode
- 2008: Deus de Milagres
- 2009: A Vitória da Fé
- 2011: Ao Deus das Causas Impossíveis
- 2016: Há Poder no Nome de Jesus

DVDs
- 2006: Toque no Altar e Restituição
- 2007: Deus de Promessas Ao Vivo
- 2008: É Impossível, mas Deus Pode
- 2012: Ao Deus das Causas Impossíveis

Coletâneas
- 2012: 10 Anos (com Trazendo a Arca)